# Fairytale (låt av Eneda Tarifa)
Fairytale (ursprungligen på albanska: Përrallë, saga) är en låt på engelska framförd av sångerskan Eneda Tarifa. Med låtens albanska version, "Përrallë", deltog Tarifa i Festivali i Këngës 54, Albaniens äldsta musiktävling och uttagning till Eurovision Song Contest 2016. Låten skrevs och komponerades av Olsa Toqi. Toqi var bland annat upphovsman till bidraget "S'muj", framförd av Marsela Çibukaj, i Festivali i Këngës 53. 

## Bakgrund

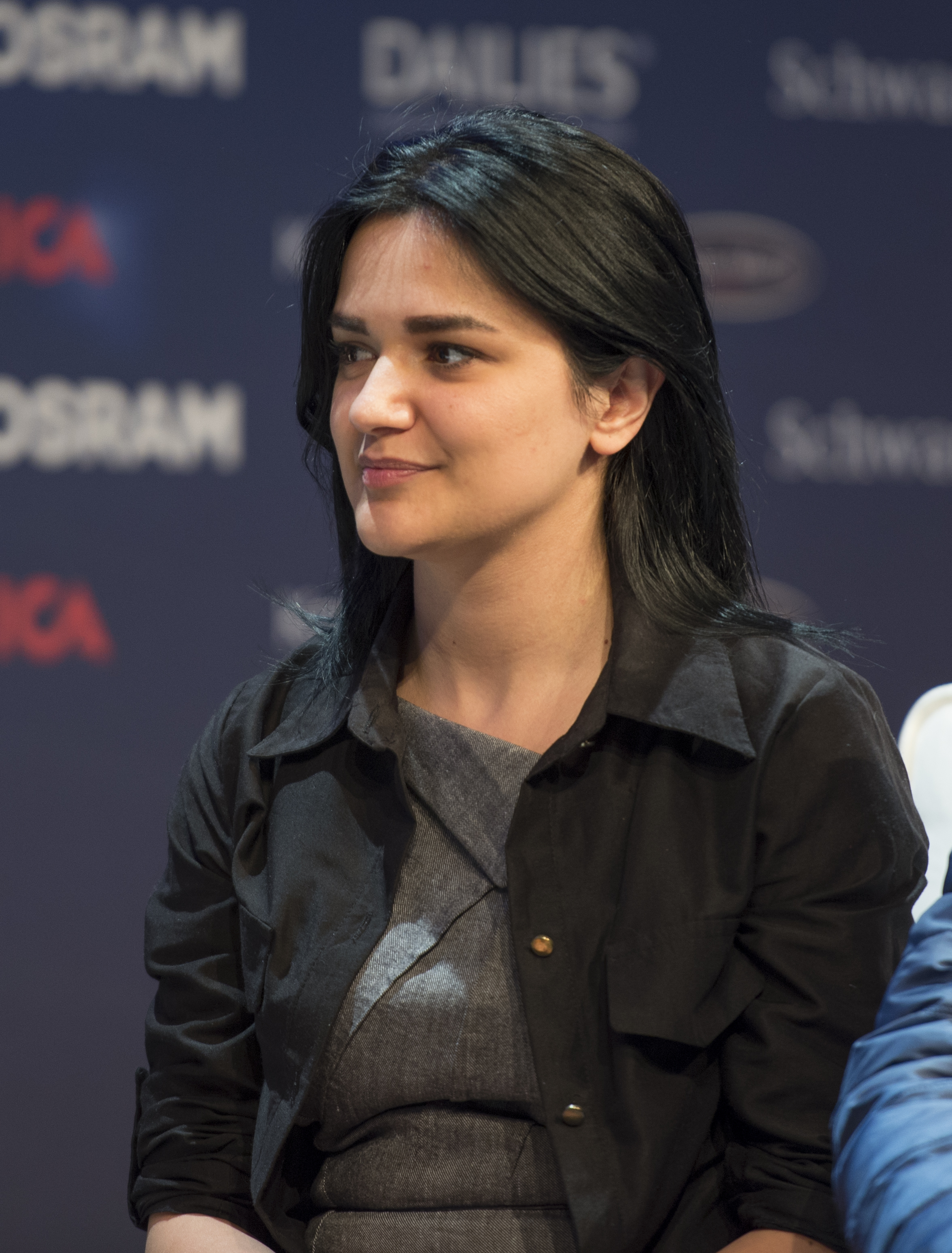
Låtens upphovsman Olsa Toqi.

Låten "Përrallë" skrevs och komponerades av den albanska sångerskan och låtskrivaren Olsa Toqi. Låten skrevs inledningsvis inte för Eneda Tarifa utan var tänkt åt andra artister. En artist som tillfrågades att framföra låten men inte valde att göra detta var Semi Jaupaj. Därefter tillfrågades Tarifa om att framföra bidraget och tackade ja. "Përrallë" släpptes officiellt den 4 december 2015 på Festivali i Këngës officiella webbplats. Tarifa framförde låten live för första gången i Festivali i Këngës andra semifinal den 26 december 2015 där hon framförde bidraget som nummer 14 av 15 deltagare. Hon tog sig vidare till tävlingens final där hon sjöng låten som nummer 20 av 22 deltagande artister i finalen. Efter en sluten juryomröstning meddelade programledarna att Tarifas bidrag tagit hem segern i tävlingen. Därmed fick bidraget representera Albanien i Eurovision Song Contest 2016 i Stockholm. 
Përrallë blev Tarifas första bidrag i tävlingen sedan 2007, då hon deltog i Festivali i Këngës 46 med låten "E para letër" och slutade på 10:e plats.

## Språkbyte
Efter segern i tävlingen meddelade både sångerskan Tarifa och låtens upphovsman Olsa Toqi att låten skulle framföras på engelska i Eurovision Song Contest. Dess titel blev "Fairytale Love" (sv: sagokärlek) men ändrades inför releasen av videon till "Fairytale". Den nya, omarbetade, engelska versionen av låten släpptes officiellt den 13 mars 2016 på TVSH med titeln "Fairytale" vilket därmed blev en direkt översättning av ursprungstiteln på albanska. Arbetet med den engelska versionen av låten inleddes i mitten på februari 2016 i London. Den spelades in på Woodstock Studios i London. Den nya versionen hade utarbetats av bland andra Jerry Meehan som är basist åt den engelska sångaren Robbie Williams, Elton Deda och Olsa Toqi.

## Musikvideo
En officiell musikvideo till låten spelades in i Theth i norra Albanien. Videon släpptes den 13 mars 2016, samtidigt som den nya engelska versionen av låten presenterades. Låten spelades för första gången på TVSH:s 20:00-sändning och lanserades därefter på Youtube.

## Eurovision Song Contest
I Stockholm framfördes låten i sin engelska version. Tarifa framförde den tillsammans med sina tre bakgrundssångare, däribland Venera Lumani (finalist i Festivali i Këngës 52 och Festivali i Këngës 53).
Låten framfördes i den andra semifinalen, 12 maj 2016, med startnummer 17 av 18. Låten fick där 45 poäng och hamnade på plats 16 av 18. Därmed gick bidraget inte vidare till finalen.

## Listplaceringar
| "Përrallë"                     | "Përrallë" |
| Lista                          | Peak       |
| ------------------------------ | ---------- |
| Albanien (Albanska topplistan) | 39         |
| "Fairytale"                    |            |
| Lista                          | Peak       |
| Albanien (Albanska topplistan) | 39         |